# Licealna Biblioteczka Filozoficzna
Licealna Biblioteczka Filozoficzna – seria wydawnicza z okresu międzywojennego wydawana nakładem Lwowskiej Biblioteczki Pedagogicznej pod redakcją prof. dra Jana Kuchty.
Publikacje wydawane w ramach serii miały formę numerowanych zeszytów formatu A4. Zakres tematyczny publikacji obejmował szeroko rozumiane zagadnienia filozoficzne, socjologiczne, psychologiczne i pokrewne, na poziomie dostosowanym do programu nauczania w liceum w ramach propedeutyki filozofii.
Jeden zeszyt kosztował od 0,70 do 1,90 złotego.
Zeszyty:
1. Prof. Dr W. Witkowski – Rozmowa z pesymistą
2. Prof. Dr St. Kaczorowski – Logika tradycyjna
3. Prof. Dr W. Witkowski – Co to jest dyskusja i jak ją trzeba prowadzić?
4. Prof. Dr W. Łuczyński – Serce - film przeżyć psychicznych
5. Prof. Dr St. Baley – Osobowość
6. Prof. Dr St. Kaczorowski – Logika matematyczna (cz. I)
7. Prof. Dr J. Kuchta – Psychologia głębi
8. Prof. Dr St. Kaczorowski – Logika matematyczna (cz. II)
9. Prof. Dr J. Pieter – Strach i lęk
10. Prof. Dr J. Pieter – Odwaga
11. Prof. Dr J. Kuchta – Temperamenty